# Jeff Bezanson
Pour les articles homonymes, voir Bezanson.
Jeff Bezanson est un informaticien américain connu pour être un co-créateur du langage de programmation Julia,,,

## Formation et carrière
Il obtient son doctorat au Massachusetts Institute of Technology en 2015 sous la direction d'Alan Edelman, après avoir obtenu son bachelors en informatique à l'université Harvard en 2004 puis son master en informatique au MIT en 2012.
Il travaille chez Julia Computing qu'il a co-fondé avec Alan Edelman, Stefan Karpinski, Viral B. Shah, Keno Fischer et Deepak Vinchhi,.

## Prix et distinctions
En 2019 Jeff Bezanson est lauréat du prix Wilkinson pour les logiciels de calcul numérique avec Stefan Karpinski et Viral B. Shah pour le développement du langage de programmation Julia.